# Gnophos maichuris
Gnophos maichuris là một loài bướm đêm trong họ Geometridae.